# Robert Byng (homme politique)
Robert Byng (1703-1740) est un responsable de la marine britannique et un homme politique whig. Il siège à la Chambre des communes de 1728 à 1739. Il occupe le poste de gouverneur de la Barbade pendant un court laps de temps avant sa mort.

## Biographie
Il est baptisé le 27 novembre 1703, troisième fils de George Byng, 1er vicomte Torrington et de son épouse Margaret Master. Il épouse Elizabeth Forward, fille de Jonathan Forward, entrepreneur de transports, le 19 décembre 1734.
Il devient caissier de la marine en 1726 et est élu député de Plymouth sous le patronage de l'Amirauté lors d'une élection partielle le 1er mars 1728. Il vote toujours avec le gouvernement. En 1732, il est promu commissaire de la marine et occupe ce poste jusqu'en 1739. Il est réélu sans opposition pour Plymouth aux élections générales britanniques de 1734. En mai 1739, il est nommé gouverneur de la Barbade et démissionne de son siège au Parlement.
Il décède à la Barbade en 1740 et y est enterré le 7 octobre 1740. Il laisse trois fils et son fils aîné, George Byng (1735-1789), plus tard de Wrotham Park, est le père de John Byng (1er comte de Strafford).